# Palatul Georg Ladstätter
Palatul Georg Ladstätter este o clădire istorică situată pe strada Ion Luca Caragiale nr. 6 din Timișoara.
Face parte din Situl urban „Fabric” (II), monument istoric cod LMI TM-II-s-B-06097.

## Istorie
Clădirea a primit autorizația de construcție la data de 2 martie 1898, fiind finalizată șapte luni mai tarziu, la data de 13 octombrie 1898, în zona cunoscută anterior ca Vorpark, care a fost divizată și vândută de către administrația locală a Timișoarei în anul 1888 sub forma unor loturi rezidențiale.
Georg Ladstätter a fost un fabricant de pălării, născut pe data de 14 mai 1866, in satul Sankt Jakob in Defereggen, în Valea Defereggen, din Tirol, Austria, menționându-se în 1936 că acesta locuia în Banat de 62 de ani.
Tatăl său, Stefan Ladstätter (1833 - 1903), a înființat o fabrică de pălării de paie, în anul 1866, în cartierul Fabric, aceasta fiind prima intreprindere de acest fel, la acea vreme, din Ungaria. În 1898 este menționat că fabrica avea sediul în această clădire, în vecinătate fiind, în acea vreme, Uzina Electrică a orașului, actualul CET Centru. De asemenea, si familia Ladstätter locuia în aceeași clădire, la etajele superioare.
Georg Ladstätter a fost, de asemenea, și unul dintre cofondatorii companiei Gebrüder Ladstätter din Viena.
În anul 1898, s-a căsătorit cu Anna Ridig, fiica directorului de bancă Johann Ridig. Din această uniune au rezultat patru copii: Stefan, care activa în cadrul companiei de pălării, unde deținea cea mai mare parte a conducerii, Luise, care lucra în industria pălăriilor din Viena, Margarete, care conducea magazinul de retail din Palatul Camerei de Comerț și Gisela, care era căsătorită cu inginerul Wolf Rudolf Jr., în Baden bei Wien.
Georg Ladstätter a fost și vicepreședintele Clubului de Socializare ("Tarsaskör") și a Consilului Bisericesc din Fabric.
În 1948, în clădire funcționa Școala medie technică de imbunătățiri funciare, menționată în 1954 ca Școala medie tehnică de ameliorațiuni agricole
Din 1992, aici funcționează Liceul Teoretic William Shakespeare.